# Cuarta Brigada (Guanajuato)
Cuarta Brigada es una localidad del estado mexicano de Guanajuato. Es parte del municipio de Irapuato.

## Demografía
| Gráfica de evolución demográfica |
|                                  |

| Censo | Población |
| ----- | --------- |
| 1940  | 110       |
| 1950  | 334       |
| 1960  | 432       |
| 1970  | 850       |
| 1980  | 878       |
| 1990  | 1 612     |
| 2000  | 2 127     |
| 2010  | 2 973     |
| 2020  | 3 049     |